# Наджм, Мухаммед
Мухаммед Наджм (араб. محمد نجم‎; 1941, Итальянская Ливия - 13 декабря 2016 года, Тунис) — ливийский политик, был министром иностранных дел Ливийской Арабской Республики с 16 сентября по 8 декабря 1970 года. Один из двенадцати членов Совета революционного командования Ливии — органа власти, организованного главными революционерами после революции 1969 года.

## Биография
Мухаммед Наджм родился в 1941 году в богатой арабской семье племени аугир в Киренаике. В 1963—1965 годах обучался в Королевском военном колледже в Бенгази вместе с Каддафи и другими будущими руководителями революции. Один из основателей в 1964 году организации Свободные офицеры юнионисты-социалисты. По окончании училища получил звание младшего лейтенанта. Приехал из Бенгази, где остался служить в военном колледже, на совещание руководства движения 9 августа 1966 года, где обсуждалась подготовка к свержению монархии. На этом совещании он вошёл в состав руководства ОСОЮС, став ответственным за работу среди гражданских лиц и курсантов . В 1967 произведён в старшие лейтенанты. Принял активное участие в Сентябрьской революции и вошёл в состав Совета революционного командования, о чём было объявлено 10 января 1970 года. В те же дни декретом СРК Наджм был повышен в звании до майора минуя чин капитана.
Мухаммед Наджм возглавлял специальный военный трибунал по делу о заговоре декабря 1969 года и выступил против вынесения смертного приговора бывшим министрам А.Хаввазу и М.Ахмеду, что наметило будущий раскол в СРК . Он занял пост министра иностранных дел и единства после отставки Салахи Бувазира в 1970 году пробыл на нём до 13 августа 1971 года. При формировании нового правительства МИД не был назначен. Только 17 июля 1972 года министерство возглавил профессиональный дипломат Мансур Кехья.
Мухаммед Наджм исчез с политической сцены после попытки переворота, предпринятой майором Омаром Мохейши в августе 1975 года. Ходили слухи что он и члены СРК Хуни, Хаввади, Герви, и Хамза прямо или косвенно подержали выступление против Каддафи. Когда 2 марта 1977 года СРК был распущен, а его структуры были преобразованы в Генеральный секретариат Высшего Народного Комитета, то при формировании высших органов власти о Наджме и ещё 4 членах СРК упомянуто не было.

А. З. Егорин отмечал: 
Герви, Наджм, Хамза оказались явно неподготовленными к политической деятельности государственного масштаба и потому сначала были вынуждены подыгрывать руководящей "пятерке", а потом уйти с политической арены.
После отставки жил как частное лицо в Бенгази, где в мае 2002 года попал в дорожно-транспортное происшествие и получил перелом позвоночника. Долгое время лечился в Швейцарии.
Скончался 13 декабря 2016 года в Тунисе.